# 解放北路街道
解放北路街道，是中国新疆维吾尔自治区乌鲁木齐市天山区下辖的一个乡镇级行政单位。

## 行政区划
解放北路街道共辖以下地区：
文化路社区、南大街社区、和平北路社区、天山路社区、青年路社区、广场社区、健康路社区、春风巷社区、中山路社区。